# باتالیا ترمه
باتالیا ترمه (به ایتالیایی: Battaglia Terme) یک کومونه در ایتالیا است که در استان پادووا واقع شده‌است.

## خصوصیات
باتالیا ترمه ۶ کیلومترمربع مساحت و ۴٬۰۳۱ نفر جمعیت دارد و ۱۱ متر بالاتر از سطح دریا واقع شده‌است.

## خواهرخوانده
شهر بیشوفزوزل خواهرخواندهٔ باتالیا ترمه هست.